# 阿尔诺非尼艺术中心
阿尔诺非尼艺术中心（Arnolfini）是一个国际艺术中心和美术馆，位于英格兰布里斯托尔，提供当代艺术展览、艺术家表演、音乐和舞蹈活动、诗歌和书籍阅读、讲座以及电影。此外还设有专业艺术书店和咖啡厅，开展教育活动，以及由在线资源支持的实验性数字媒体工作，并定期举办许多节日活动。
美术馆由杰里米·里斯创立于1961年，最初位于克利夫顿区，1970年代搬到皇后广场，1975年又搬到现址，海滨的布什府（Bush House）。1989年及2005年，阿尔诺非尼艺术中心进行了翻新和重新开发。展出作品的艺术家包括布里奇特·莱利、雷切尔·怀特雷德、理查德·朗和杰克·巴特勒·叶芝。表演者包括山羊岛表演团、菲利普玻璃合唱团和肖巴纳·耶亚辛赫舞蹈团。2010年4月，美术馆被选主办2010年英国三场大选辩论之一。

## 名称

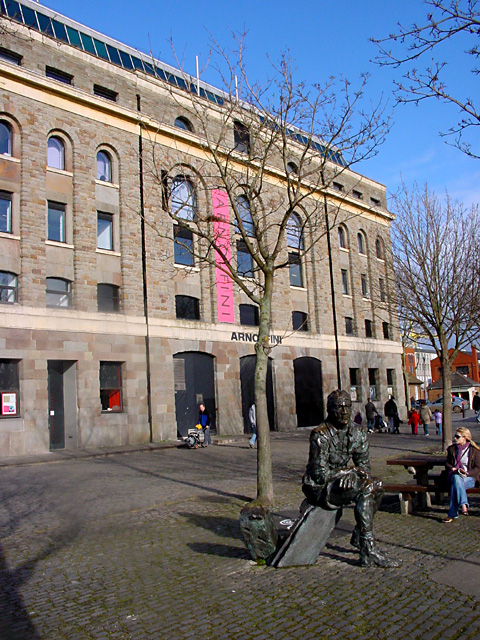
阿尔诺非尼艺术中心外的乔瓦尼·卡博托雕像

阿尔诺非尼艺术中心得名于15世纪荷兰画家扬·范·艾克的名画《阿诺菲尼的婚礼》（1434年），描绘意大利卢卡商人、艺术赞助人乔瓦尼·阿诺菲尼。这幅画收藏于伦敦英國國家美術館，是创始人最喜欢的画作之一。